# لویشتنبرگ
لویشتنبرگ (به آلمانی: Leuchtenberg) یک شهر در آلمان است که در Neustadt an der Waldnaab واقع شده‌است. لویشتنبرگ ۱٬۳۱۰ نفر جمعیت دارد.